# Gymnoscelis abrogata
Gymnoscelis abrogata là một loài bướm đêm trong họ Geometridae.